# Lorenzo Prendini
Lorenzo Prendini, né le 6 avril 1974 à Johannesbourg est un arachnologiste américain spécialiste des scorpions.
Il travaille au Muséum américain d'histoire naturelle de New York.

## Taxons dédiés
- Microtityus prendinii Armas & Teruel, 2012
- Penestomus prendinii Miller, Griswold & Haddad, 2010
- Vaejovis prendinii Santibáñez López & Francke, 2010

## Taxons décrits
Liste partielle
- Akentrobuthus atakora Vignoli & Prendini, 2008
- Alacraninae Vignoli & Prendini, 2009
- Aops Volschenk & Prendini, 2008
- Aops oncodactylus Volschenk & Prendini, 2008
- Brachistosternus chango Ojanguren Affilastro, Mattoni & Prendini, 2007
- Brachistosternus kamanchaca Ojanguren Affilastro, Mattoni & Prendini, 2007
- Brandbergia Prendini, 2003
- Brandbergia haringtoni Prendini, 2003
- Damon sylviae Prendini, Weygoldt & Wheeler, 2005
- Hadogenes longimanus Prendini, 2001
- Hadogenes newlandsi Prendini, 2001
- Hadogenes polytrichobothrius Prendini, 2006
- Hadogenes soutpansbergensis Prendini, 2006
- Hadruroides chinchaysuyu Ochoa & Prendini, 2010
- Hadruroides geckoi Ochoa & Prendini, 2010
- Hadruroides graceae Ochoa & Prendini, 2010
- Hadruroides juanchaparroi Ochoa & Prendini, 2010
- Hadruroides tishqu Ochoa & Prendini, 2010
- Hadruroides vichayitos Ochoa & Prendini, 2010
- Opistophthalmus lamorali Prendini, 2000
- Orobothriurus calchaqui Ochoa, Ojanguren Affilastro, Mattoni & Prendini, 2011
- Orobothriurus compagnuccii Ochoa, Ojanguren Affilastro, Mattoni & Prendini, 2011
- Orobothriurus huascaran Ochoa, Ojanguren Affilastro, Mattoni & Prendini, 2011
- Orobothriurus quewerukana Ochoa, Ojanguren Affilastro, Mattoni & Prendini, 2011
- Orobothriurus ramirezi Ochoa, Ojanguren Affilastro, Mattoni & Prendini, 2011
- Orobothriurus tamarugal Ochoa, Ojanguren Affilastro, Mattoni & Prendini, 2011
- Parabuthus glabrimanus Prendini & Esposito, 2010
- Parabuthus muelleri Prendini, 2000
- Parabuthus setiventer Prendini & Esposito, 2010
- Rumikiru Ojanguren-Affilastro, Mattoni, Ochoa & Prendini, 2012
- Rumikiru atacama Ojanguren-Affilastro, Mattoni, Ochoa & Prendini, 2012
- Stygochactas Vignoli & Prendini, 2009
- Tityus tenuicauda Prendini, 2001
- Typhlochactas sissomi Francke, Vignoli & Prendini, 2009
- Urodacus butleri Volschenk, Harvey & Prendini, 2012
- Urophonius mondacai Ojanguren Affilastro, Pizarro-Araya & Prendini, 2011
- Urophonius pizarroi Ojanguren Affilastro, Ochoa, Mattoni & Prendini, 2011
- Vaejovis tenuipalpus Sissom, Hughes, Bryson & Prendini, 2012